# Netherdale
Netherdale est une enceinte sportive écossaise localisée à Galashiels comprenant un stade destiné au rugby à XV et un stade destiné au football.
Le stade de rugby de 4 000 places est utilisé par le club du Gala RFC depuis 1912, ainsi que par la franchise des Border Reivers de 1997 jusqu'à leur disparition en 2007.